# Социологический факультет МГУ
Социологи́ческий факульте́т Московского государственного университета имени М. В. Ломоносова — учебный центр (факультет) МГУ, осуществляющий подготовку кадров в области социологии, маркетинга и менеджмента. 

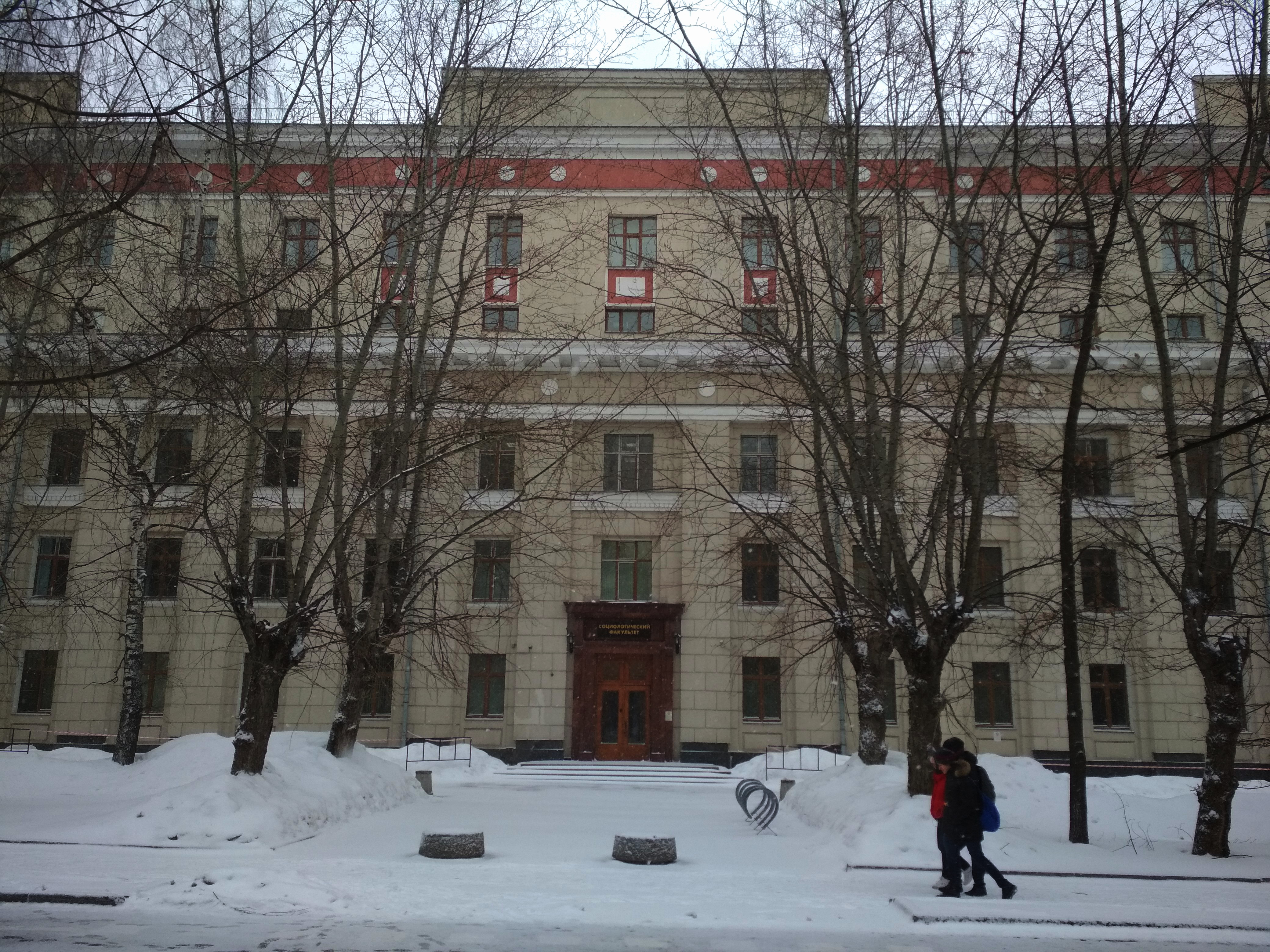

## Общие сведения
Факультет создан в 1989 году (6 июня) приказом ректора МГУ академика А. А. Логунова на основе подразделений философского факультета МГУ. Организатор и декан факультета с 1989 по июнь 2014 года — доктор философских наук, профессор В. И. Добреньков. 14 октября 2014 года на должность декана была избрана доктор социологических наук, профессор Н. Г. Осипова.
Факультет включает в себя 8 кафедр, 3 научно-исследовательские лаборатории, 5 специализированных учёных советов по защите докторских и кандидатских диссертаций.
Предшественниками факультета явились подразделения философского факультета МГУ: межкафедральная социологическая лаборатория (1960), социологическая группа по изучению проблем сельской молодёжи (1967), кафедра методики конкретных социальных исследований (1968; зав. — проф. Г. М. Андреева), где впервые в МГУ была начата специализация студентов по социологии.
Первоначально в 1989 году в состав факультета входили 5 кафедр:
- истории и теории социологии (зав. — проф. В. И. Добреньков)
- методики конкретных социологических исследований (с 1999 года — методологии социологических исследований; зав. — проф. И. М. Слепенков (1989—1995), проф. В. Г. Харчева (1995—1998); проф. Ю. П. Аверин (с 1998))
- социологии труда и трудовых коллективов (в 1999 году слилась с кафедрой экономической социологии и социологии труда; зав. — проф. Н. И. Дряхлов (1989—1996), проф. А. С. Панкратов (с 1996))
- социологии культуры, образования и воспитания (зав. — проф. Ф. И. Минюшев (1989—1999); проф. Е. В. Халипова (с 1999))
- социальной информатики (зав. — проф. Ф. Б. Городисский (1989—2000); доц. О. В. Иванов (2000—2006))

В составе факультета были организованы 6 научно-исследовательских лабораторий:
- социологических исследований (расформирована в 1991 году)
- методологических и методических проблем исследования общественного мнения (в 1993 году влилась в структуру Центра социологических исследований МГУ)
- проблем управления и самоуправления в коллективе (c 1993 года — социальных проблем современного общества)
- социологии культуры (с 1997 года — современных социальных информационно-образовательных технологий)
- научно-аналитической информации (с 1999 года — математического моделирования социальных процессов) проблем развития образования

## Структура факультета

### Кафедра современной социологии
Заведующий кафедрой: декан социологического факультета МГУ имени М.В. Ломоносова, доктор социологических наук, профессор Н. Г. Осипова

### Кафедра истории и теории социологии (ИТС)
Одна из ведущих кафедр факультета. Даёт студентам разностороннюю социологическую подготовку в области классической и современной социальной теории и истории социологической мысли. Задачей кафедры считается привитие студентам широкой социологической культуры, знание новейшей отечественной и зарубежной социологической литературы, умение применять теорию к анализу социальной реальности.
ИТС является самой многочисленной на факультете по преподавательскому составу и количеству студентов, относящихся к ней.
Заведующий кафедрой: профессор, доктор философских наук В. И. Добреньков

### Кафедра методологии социологических исследований (МСИ)
Место кафедры в подготовке специалистов на социологическом и других факультетах Московского государственного университета и в развитии фундаментальных, прикладных и практических исследований.
Это вторая по численности кафедра. Основным направлением её учебной деятельности является подготовка студентов к практической работе, получение необходимых данных о состоянии общества и их анализ. Студенты, обучающиеся на данной кафедре, каждый год проводят исследования на заданные или выбранные самостоятельно темы.
Заведующий кафедрой: профессор, доктор социологических наук Ю. П. Аверин

### Кафедра экономической социологии и маркетинга
Экономическая социология призвана исследовать всю сферу экономической жизни общества, при этом прежде всего она ориентируется на объяснение реальных отношений между людьми, складывающихся в процессе экономической деятельности. Применение социологических методов для изучения экономики и наоборот позволяют иначе взглянуть на происходящие процессы, дают более широкий диапазон для анализа ситуации и выработки решений проблем.
Так же на кафедре занимаются вопросами социологии труда.
И. о. заведующего кафедрой: профессор, доктор социологических наук С. А. Барков

### Кафедра политологии и социологии политических процессов
Кафедральная научная работа осуществляется в рамках основных двух направлений:
- История, теория и методология политической науки.
- Становление парламентаризма в Российской Федерации.

Составной частью научных исследований кафедры являются прикладные исследования, ориентированные на изучение реального политического процесса России и технологий его управления.
Заведующий кафедрой: профессор, доктор философских наук Н. С. Федоркин

### Кафедра социологии международных отношений
Кафедра специализируется по вопросам социологии международных отношений, этносоциологии, социологии геополитических процессов. Студенты изучают зарубежные и отечественные международно-политические теории, значение культуры и идентичности в международных процессах, роль дипломатии и переговоров в предупреждении и урегулировании конфликтов, истории и современного состояния европейской интеграции. До 2015 года кафедрой руководил профессор, д.полит. н., д.соц.н. А. Г. Дугин.
'И. о. заведующего кафедрой: профессор, доктор философских наук П. А. Цыганков

### Кафедра социологии коммуникативных систем
Кафедра социологии коммуникативных систем основана в 1992 г. и стала первой в России кафедрой данного направления. Возглавила кафедру профессор, доктор филологических наук Руфь Сергеевна Цаголова. Кафедра готовит специалистов в области теории коммуникации и специалистов — практиков, управляющих процессами коммуникации в различных социальных структурах общества с целью формирования общественного сознания людей путём воздействия на общественное мнение и социоречевое поведение членов социума. Кроме того, кафедра готовит специалистов по связям с общественностью (public relations) со знанием рекламного дела, паблисити и создания корпоративного имиджа.
Заведующий кафедрой: профессор, доктор философских наук А. К. Мамедов

### Кафедра социологии семьи и демографии
Кафедра основана в августе 1991 года на базе научной школы фамилистической социологии, а также социологической демографии. Кафедра занимается исследованием семейных изменений и демографической ситуации. Особое внимание уделяется анализу крисиза института семьи и демографическим проблемам, в частности, низкой рождаемости и старению населения.
Заведующий кафедрой: профессор, доктор философских наук А. И. Антонов

### Кафедра социологии государственного управления
Кафедра осуществляет подготовку специалистов в сфере государственного и муниципального управления, владеющих методами оптимизации и эффективности управления. Проблемы управления рассматриваются на различных административных уровнях и по всем направлениям политики, изучаются как теоретические основы управления, так и их практические возможности.
Заведующий кафедрой: доцент, к.э.н. В. П. Васильев

### Кафедра социологии организаций и менеджмента
Кафедра готовит студентов для работы в системе управления, дает навыки анализа организаций, используя социологические методы, в том числе, и умения решать выявленные проблемы. Управление — главное для гармоничного функционирования любой системы. Исследуемые системы могут иметь различные масштабы: от частной организации до всего российского общества.
Заведующий кафедрой: профессор, доктор социологических наук С. А. Барков

### Кафедра социальных технологий
Заведующий кафедрой: доцент, к.c.н. Гавриленко Ольга Владимировна
В 2000-е годы существовала кафедра социологии молодёжи, деятельность которой отличалась не только теоретическими разработками, но и активной практической составляющей, связанной с определением государственной молодёжной политики, решением актуальных проблем молодёжи. Заведующая кафедрой — профессор, д.соц.н. Н. Л. Смакотина.
16 марта 2009 года путём объединения двух ранее самостоятельных кафедр «Социология безопасности» и «Социология культуры, образования и воспитания» была образована кафедра социологии культуры, воспитания и безопасности. Направления деятельности сохранились, а также появились и смежные темы, например, поиск решений для предотвращения духовно-нравственной деградации общества. Основная задача кафедры в области научной работы — фундаментальные и прикладные научные исследования по приоритетным проблемам культурно-духовной сферы и национальной безопасности. Заведовал кафедрой профессор, член-корр. РАН, д.соц.н. В. Н. Кузнецов. Ликвидирована в 2015 году.
До 2016 года имелась также кафедра информатики социальных процессов, основным направлением деятельности которой было проведение научно-исследовательской работы в таких сферах, как математическое моделирование социальных процессов, социальная информатика, теория измерений и анализ данных в социологии. Заведующим кафедрой был профессор д.ф.-м.н. А. П. Михайлов.

## Научно-исследовательские лаборатории
На факультете работают три научно-исследовательские лаборатории.

### Научно-исследовательская лаборатория социальных проблем современного общества
Лаборатория социальных проблем современного общества — Центр Консалтинга, Социологических и Маркетинговых Исследований «РЕЙТИНГ» осуществляет общероссийские и региональные социологические фундаментальные и прикладные исследования по проблемам, затрагивающим социальную, экономическую, политическую и культурную сферы жизни общества, а также консалтинговые услуги. Лаборатория-Центр издает вестник «Социальные проблемы современного общества».

### Научно-исследовательская лаборатория современных социальных информационно-образовательных технологий
Лаборатория исследует проблемы развития образования, процессы, связанные с изменением роли образования в современном обществе, функционированием системы образования, занимается разработкой современных образовательных технологий и их внедрением в учебный процесс.

### Научно-исследовательская лаборатория математического моделирования социальных процессов
Лаборатория исследует актуальные проблемы современного общества. Основные научные направления: «Социальные проблемы национальной безопасности России»; «Аграрная реформа в России»; «Социальная защита населения РФ»; «Социальные проблемы становления и развития дистанционного социологического образования с использованием средств телекоммуникаций и глобальных сетей»; прикладные социологические и маркетинговые исследования по заданиям министерств, ведомств, субъектов РФ, организаций.

## Центр консервативных исследований
Центр консервативных исследований создан при социологическом факультете в сентябре 2008 года по инициативе декана В. И. Добренькова и А. Г. Дугина, которого ряд авторитетных исследователей характеризует как неофашистского публициста. Своей целью организация заявляет «развитие и становление консервативной идеологии в России с опорой на научные кадры». С момента создания основная деятельность Центра состоит в проведении заседаний на социологическом факультете и организации выступлений Дугина на других кафедрах и факультетах российских государственных вузов.

## Учебный процесс
Обучение на факультете проводится по программе «интегрированный магистр по направлению „Социология“». Срок обучения на дневном отделении 4+2 года (бакалавриат + магистратура), на вечернем — 5+2 лет, по профилям:
1. Социологические теории и технологии изучения современного общества;
2. Социология международных отношений;
3. Социология маркетинга.

Ранее нормативный срок обучения специалистов составлял 5 лет на дневном отделении и 6 лет — на вечернем.
На втором курсе все студенты специальности «Социология» делают свой первый исследовательский практикум, получая навыки разработки теоретических основ исследования и его проведения. С третьего курса студенты специализируются по кафедрам в соответствии с выбранными темами курсовых работ.
Работает электронная библиотека Социологического факультета МГУ, в которой можно ознакомиться с учебной литературой, диссертациями и работами студентов. На факультете имеются аспирантура и докторантура.

## Оценка образовательного уровня и методов руководства факультета

### Проблема плагиата в факультетских учебниках

Газетное объявление о факте плагиата в учебнике Кравченко

Критики давно обвиняли руководство факультета в творческом бесплодии и плагиате. Вопрос о некорректных заимствованиях текста в факультетских учебниках несколько раз становился предметом судебных разбирательств и профессиональных экспертиз. Постоянный соавтор Добренькова А. И. Кравченко 17 декабря 2002 года был признан Черёмушкинским районным судом г. Москвы виновным в плагиате: основу главы 7 его книги «Политология: Учебное пособие для студентов. М., 2001» составили фрагменты книги Фархада Ильясова «Политический маркетинг: Искусство и наука побеждать на выборах» (М., 2000). Он был приговорён к выплате пострадавшему компенсации в сумме 1000 рублей, а издательство опубликовало сообщения о факте плагиата в газетах.
Весной 2007 года группа недовольных студентов (OD-group, см. ниже) заказала независимым анонимным специалистам экспертизу трех факультетских учебников на предмет плагиата. Экспертиза выявила масштабные, целыми страницами, заимствования в этих учебниках. 24 мая результаты экспертизы были распространены на заседании комиссии при Общественной палате. Экспертизе были подвергнуты следующие учебники:
- Добреньков В. И., Кравченко А. И. Фундаментальная социология: В 15 т. Т. 1. Теория и методология. М.: ИНФРА-М, 2003.
- Кравченко А. И. История социологии: Учебник. М.: Издательство Проспект, 2006.
- Добреньков В. И., Кравченко А. И. Социология: Учебник. М.: Инфра-М, 2007.

Во всех трех случаях выборочная проверка «показала масштаб заимствования авторами чужих текстов, в большинстве случаев без оформления соответствующих ссылок. Проверка показала активное использование авторами чужих текстов или их фрагментов, дословно или с помощью легкого перифраза, при отсутствии ссылок на использованные работы, что позволяет говорить о явном плагиате». Кроме того, в первом случае указывается «на искажающие смысл цитирования, вырванные из контекста оригинальных работ», во втором констатируется, что «обнаружены такие технические недостатки как некорректное цитирование и дублирование фрагментов текста в разных частях главы учебника»; при этом «большая часть данного учебника входила в разнообразные учебные пособия, а именно:

1. Добреньков В. И., Кравченко А. И. История зарубежной социологии. (Серия: Классический университетский учебник) М.: ИНФРА-М, 2004.

2. Добреньков В. И., Кравченко А. И. Фундаментальная социология Т.1. Теория и методология. М.: ИНФРА-М, 2003.»
Это, по мнению экспертов (в экспертизе, по данным сайта Полит.ру, студентам оказал помощь один из ВУЗов, однако данные об авторах экспертизы не разглашались), «показывает не только распространённость автоплагиата, но и заставляет задуматься над тем, не выполнены и эти учебные пособия аналогичными способами».
В качестве одного из свидетельств плагиата приводили фразу из учебника Добренькова, где Добреньков сообщает о себе:
Я присутствовала на обряде инициации, но только на женской её части, потому что на мужскую пускали только мужчин»
По мнению проректора ЕуСПб Даниила Александрова, вскрывшиеся факты продемонстрировали не только «халтурность» учебников Добренькова — Кравченко, но и стали свидетельством «какого-то жутко низкого уровня, в котором существует наша социология и общественные науки в целом, когда вот такое заимствование не представляется проблемой для людей, которые это делают».

### Критика со стороны профессионального сообщества
В декабре 2007 года рабочая группа при Общественной палате РФ опубликовала экспертное заключение, в котором отметила: «Уровень подготовки специалистов на факультете социологии МГУ не отвечает мировому уровню, потребностям рынка труда, запросам работодателей… ряд учебных пособий, прежде всего базовый учебник „Социология“ в трёх томах, подготовленный деканом В. И. Добреньковым в соавторстве с А. И. Кравченко, совершенно неудовлетворителен, так как не учитывает современное состояние социологии в стране и за рубежом. Достоверно установлен факт заимствования чужих текстов без ссылок на источник, то есть плагиат… В числе выпускных сочинений студентов, рекомендованных кафедрами для ознакомления (…) имеются глубоко идеологизированные в духе нетерпимости к иным культурам, изоляционизма. Вопросы для выпускного экзамена не предполагают знание современного состояния дисциплины ни в области теории, ни в методологии. (…) преподаватели факультета не публикуют своих работ в ведущих отечественных журналах, равно как и в зарубежных, не участвуют в международных конференциях. Рабочая группа вынуждена фиксировать состояние самоизоляции факультета от контактов и с видными отечественными социологами, и с зарубежными, отсутствует практика приглашения с лекциями специалистов извне. Судя по ряду публичных высказываний проф. В. И. Добренькова, администрация планирует подготовку специалистов социологов в рамках так называемой православной социологии. Само по себе это не вызывало бы негативного отношения, если не учитывать, что речь идет о факультете лидирующего университета страны, выпускники которого должны быть конкурентоспособными на мировом рынке специалистов…».
Рабочая группа рекомендовала объявить открытый конкурс на должность декана.
В самом первом материале, освещавшем конфликт 2007 года на социологическом факультете МГУ, выпускник факультета, редактор междисциплинарного журнала «Логос» Александр Бикбов охарактеризовал факультет как «коммерческое предприятие с экстремистским комплексом», перечислив его признаки: злоупотребления деканатом монопольной властью, ощутимый антиинтеллектуализм, навязываемые руководством ультраконсервативные политические взгляды, мелочный контроль за поведением учащихся и сотрудников, извлечение деканатом максимальной коммерческой выгоды из коррупционных отношений со студентами и сверхэксплуатации преподавателей. Впоследствии, объясняя низкий уровень факультета в российском социологическом пейзаже, Бикбов уточняет, что «в пользующихся интеллектуальным спросом журналах, в престижных издательских сериях, в профессиональных дискуссиях факультет, за редким исключением, не представлен. В результате, никто, кроме факультетской администрации, не может судить о реальной деятельности сотрудников и содержании курсов, никто внешний не может оценить огромный факультет-невидимку по публично предъявленным результатам. Рабочий критерий оценки преподавания — это представления о социологии факультетского руководства. Которые … своеобразны и весьма далеки от науки. Это патовая ситуация».
В результате конфликта 2007 года достоянием общественности стали факты злоупотребления деканатом властью и трудовым законодательством. Уволенные с факультета преподаватели обвиняют руководство факультета в создании режима личной диктатуры и изгнании всех нелояльных к нему, как преподавателей, так и студентов, в том числе незаконными методами. Как отмечалось в заявлении недовольных студентов, за несколько лет с факультета было вытеснено 15 неугодных учёных, заменённых «молодыми некомпетентными карьеристами».
Профессор Андрей Здравомыслов считает, что «в настоящее время преподавание социологии на соцфаке МГУ идет вне мирового социологического дискурса, ориентируясь на консервативный и изоляционистский подход». Прокламируемую Добреньковым ориентацию на «уваровскую триаду» (в редакции: «православие, государственность, народность») он назвал «мракобесием».
В июле 2007 года созданной ректором комиссией были опубликованы результаты экспертизы качества преподавания, подписанные профессором В. В. Радаевым. По итогам экзаменов, он отметил, что на экзамене полностью отсутствуют вопросы по современной социологической мысли, а также вопросы по «ключевому элементу социологического „ремесла“» — количественным методам социологических исследований (при том что программа перегружена вопросами, к специальности прямо не относящимися). Студенты на экзаменах показали, что им «явно не хватает теоретической и методологической подготовки». По преподавательскому составу отмечалось, что списки публикаций преподавателей «производят удручающее впечатление» и «свидетельствует об отсутствии сколь либо видимой самостоятельной исследовательской работы». Программы сделаны по вторичным источникам, не представлены современные теории; «в программах не прослеживается исследовательская составляющая, что, скорее всего, связано с отсутствием соответствующей исследовательской работы у самих авторов»; значительная часть программ списана у других авторов. Также содержится ссылка на экспертные заключения о наличии признаков систематического плагиата в учебниках (см. выше).
По мнению доктора философских наук Елены Кукушкиной, вынужденной покинуть факультет (по некоторым утверждениям, из-за отказа взять Добренькова в соавторы), «на факультете методично, на протяжении многих лет разрушается учебный процесс и научная работа».
Кандидат философских наук Нина Сорокина, уволенная с соцфака после 35 лет работы в МГУ (после студенческих волнений 2007 года), обвиняет деканат в незаконных увольнениях, диктаторских методах и репрессиях против недовольных. По её словам, «на социологическом факультете так убирают неугодных преподавателей — за любое проявление инакомыслия. За любую, как им (руководству) кажется, нелояльность, прежде всего к декану, человеку указывают на выход. И я не единственная. Другим преподавателям тоже намекают, они либо сами собираются уходить, либо их как меня увольняют без объяснения причин».
По определению доцента Европейского университета в Санкт-Петербурге Михаила Соколова, «Слово „деградация“ вряд ли является слишком сильным описанием того, что произошло в МГУ. Крупнейший в стране, и, возможно, в мире факультет (…) просто не существует ни как исследовательское учреждение, ни как учреждение профессионального образования. На факультете не работает в данный момент ни один сколько-нибудь известный в России (не говоря уже об известности за пределами страны) учёный. Исключение составляют сам декан Добреньков, который до начала студенческих протестов был узнаваем, преимущественно, как горячий поборник смертной казни, и его соавтор в написании бесчисленных учебников — мягко говоря, не самого высокого качества — профессор Кравченко».
Участники профессионального сообщества указывают, что сотрудники факультета практически не публикуются в издаваемых за его пределами журналах и редко появляются на научных конференциях. К этому добавляются факты защиты диссертаций на факультете людьми, не имеющими отношения к науке (например, Владимиром Жириновским), мелкой коррупции (например, принадлежность факультетского кафе родственнику декана), и, возможно, более серьёзных нарушений, в которые предпочитают не углубляться публично. По окончании конфликта и произведённых «чисток» от нелояльных студентов и преподавателей, факультет, по мнению критиков, остаётся семейным предприятием декана, ориентированным на извлечение прибыли и на потребности тех студентов, которых интересуют дипломы и отсрочки от армии, а не приобретение реальных знаний.

### Критика со стороны студентов и OD-Group
Студенты факультета в ходе волнений в 2007 году предъявили руководству следующие претензии:
«Учиться невыносимо скучно, а учить хорошо невозможно»; «образование на факультете — только фикция»; «Жизнь в стенах факультета — это казарма». Студенты обвиняли руководство в том, что оно активно вытесняет с факультета признанных учёных, заменяя их молодыми некомпетентными карьеристами; преподавателям не позволяют проводить собственные исследования (так как гранты, приходящие на факультет, в результате получают не те, кто провёл работу, а посторонние люди) и не могут рассказывать на занятиях о собственных исследованиях, а вместо этого обязаны читать курсы по «бессодержательным учебникам» (имелся в виду учебник, написанный лично Добреньковым в соавторстве); студенты не в курсе современного состояния науки; «практические курсы ведут не опытные практики, а вчерашние троечники»; «расписание наполняется абсурдными предметами, вплоть до религиозного воспитания»; «внешние учёные и преподаватели не появляются в стенах социологического факультета. Администрация делает всё, чтобы закрыть студентам доступ к практическим знаниям и интересным курсам»; администрация скрывает информацию о выступлениях иностранных учёных и блокирует студенческий обмен с зарубежными вузами. В отношении жизни на факультете студенты жаловались на мелочный контроль: обыски студентов на входе, система контроля посещаемости, «несовместимая с идеей высшего учебного заведения», унижения студентов и профессоров («профессоров отчитывают за опоздания как школьников!»), насаждение доносительства, наконец, то, что декан распространяет на факультете националистические брошюры и сгоняет студентов на лекции их авторов. В качестве примера последних приводилась брошюра «Почему зачищают Землю Русскую?», в которой «развязывание мировых войн и инициатива создания атомной бомбы» приписывается масонам, утверждается, что «сионистское лобби … определяет политику США и Великобритании; держит в своих руках мировую финансовую систему (в частности — выпуск долларов), практически контролирует все крупнейшие СМИ, средства коммуникации и связи», Россия называется «Страной-Праведником», а Америка — «Страной-Зверем», и на полном серьёзе в качестве достоверного источника цитируются «Протоколы сионских мудрецов».

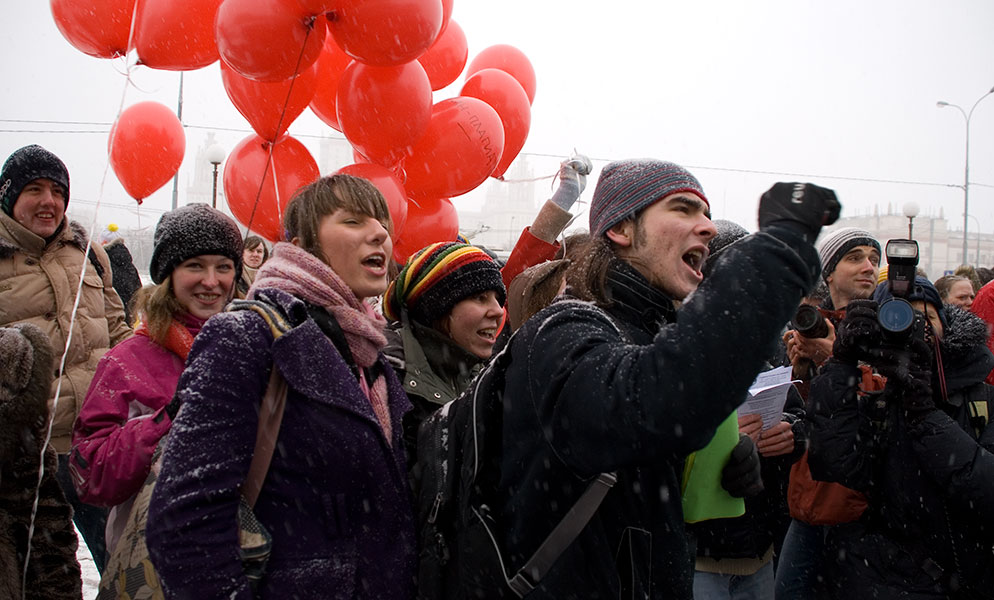
OD-Group проводит акцию протеста около МГУ

Первый конфликт будущей OD-Group с руководством факультета произошёл весной 2006 года, когда группа студентов выдвинула требования о создании доступной столовой, так как цены в столовой, которая, как утверждали активисты, принадлежит сыну Добренькова, были гораздо выше, чем на других факультетах (стакан чая стоил 70 рублей, обед — 400 рублей). По словам активистов, после того, как была выражена жалоба, декан заявил им, что бедные студенты на факультете не учатся. После этого старост групп обязали докладывать о неблагонадёжных, официальный студком выступил от лица студентов с призывом наказать зачинщиков.
В конце февраля 2007 года на стенах факультета появились надписи: «Мы придём 28 февраля», «Мы придём через 48 часов» и «Завтра Особенный День». В назначенный день факультет был окружён приглашёнными Добреньковым сотрудниками милиции и лицами в штатском. Заявленная акция состояла в том, что трое студентов начали распространять листовки с протестом против дороговизны в столовой; они были немедленно задержаны, отведены в милицию, но затем отпущены. Это оказались исключительно студенты других факультетов — «группа поддержки». Этот арест стал катализатором протеста, тотчас вышедшего за рамки экономических требований. В тот же день заявила о себе Od-Group — назвавшаяся инициативной организацией протестующих студентов, как с факультета социологии, так и сочувствующих с других факультетов, от имени которой отныне и стали происходить протесты. Название расшифровывали сначала как «Особый День», потом как «Ответ Декану»; некоторые поклонники цикла романов о Гарри Поттере стали расшифровывать его как «Общество Дамблдора». Группа работала в тесном контакте с активистами молодёжных политических групп разных направлений: либеральными правозащитными («Гроза» и МПД) и левыми («Вперёд», МежРП, анархисты). Это привело к образованию в ней двух фракций, которые участники охарактеризовали как «научную» (выступавшую за ограничение требований рамками улучшения образования) и «активистскую» (выступавшую за политическое расширение требований, указывая, что Добреньков — не исключение, а «утрированное правило»).
2 марта группа попыталась повторить акцию, но на этот раз студенты с листовками были задержаны за полчаса до её начала. Тем не менее, в тот же день руководство факультета закрыло столовую, а вместо неё организовало временный пункт питания по доступным ценам.
Затем студенты выдвинули новые требования следующего характера:
- введение специальных курсов, которые будут вести социологи, компетентные в своей области научного знания;
- проведение открытых встреч, лекций с известными зарубежными социологами, своевременное оповещение студенческой аудитории о подобных мероприятиях;
- предоставление студентам администрацией факультета полной информации о проведении зарубежных стажировок;
- введение в программу курсов, читаемых на факультете, современных авторитетных отечественных и зарубежных исследований;
- пресечение хамского и грубого отношения в адрес студентов со стороны охраны;
- роспуск официальных студенческих образований, которые существуют на факультете. Проведение открытых выборов в администрацию факультета представителей студентов;
- проведение публичной встречи с деканом социологического факультета Владимиром Добреньковым в присутствии ректора МГУ Виктора Садовничего[46].

Требования студентов были поддержаны социологическим сообществом, давно уже недовольным положением на факультете. Открытые письма в поддержку студентов написали декан факультета социологии ГУГН, бывший директор Института социологии РАН, профессор Владимир Ядов, академик РАН, декан факультета «Московская школа социальных и экономических наук» АНХ при Правительстве РФ Татьяна Заславская, профессор Андрей Здравомыслов, социологи Центра независимых социологических исследований, Санкт-Петербургская ассоциация социологов. Скандал на факультете социологии попал на страницы «Нью-Йорк таймс» и вызвал резонанс в западных университетах. Поддержку студентам выразили Американская социологическая ассоциация и Национальный центр научных исследований Франции.
15 марта ректор МГУ Садовничий создал комиссию во главе с проректором П. В. Вржещем для разбора проблем факультета (Добреньков пытался не пустить комиссию на факультет, но безуспешно).
1 апреля, когда в МГУ был День открытых дверей, студенты социологического факультета МГУ и сочувствующие студенты других вузов вместе с несколькими солидарными преподавателями провели новую акцию под лозунгом «Нас обманули — вы следующие!», нарядившись в клоунские наряды и раздавая потенциальным абитуриентам и их родителям листовки со словами: «Вы хотите, чтобы ваш ребёнок после окончания вуза работал курьером?. Работодатели приглашают „выпускников МГУ, кроме социологического факультета“».
3 апреля студенты были приняты в Общественной палате при Президенте РФ. Общественной палатой была создана рабочая группа для проверки качества преподавания на факультете.
Протест поддержали не все студенты факультета. По оценке уволенного с факультета профессора Иванова, инициативную группу составляли около десятка человек, и около трети студентов относились к ним лояльно; сами активисты утверждали, что их ядро составляют 20 человек, и они сумели заручиться подписями в свою поддержку 10 % студентов, что есть «значительное число, учитывая климат слежки и опасений по поводу возмездия». В то же время ряд студентов подписал письма с протестом против действий инициативной группы, требуя «отчислить всех студентов — участников OD Group из университета за нарушение правил поведения и попытку дестабилизации обстановки». Студенты-активисты объясняли это тем, что часть учащихся не заинтересована в качестве образования, так как пришла только затем, чтобы получить диплом. Эту оценку ситуации подтвердил М. Соколов, который предположил, что финансовой опорой факультета являются не студенты, реально стремящиеся посвятить себя науке (они составляют меньшинство, и им факультет не может дать ничего), а те, кто пришли в университет за «корочкой» и на интересы которых соцфак ориентирован.

### Позиция Добренькова и его сторонников
Сторонники декана факультета Владимира Добренькова, например авторы консервативного портала evrazia.org, обвиняют OD group в срыве образовательного процесса и клевете на действующую администрацию факультета. Критики OD-Group указывают на тот факт, что одна из участников кампании, студентка социологического факультета и журналистка Наталья Морарь, ранее работала пресс-секретарём коалиции «Другая Россия». Указывается также, что среди участников OD group были лица, не являющиеся студентами социологического факультета. С другой стороны, сами участники OD-group никогда этого не скрывали, а, напротив, писали об этом на своём официальном сайте. По их мнению, запугивание властей «оранжевой угрозой» на факультете было единственным аргументом, который деканат мог противопоставить студентам.
Сам Добреньков заявлял, что OD-Group оплачена «определёнными политическими силами прозападной ориентации», использует «технологию цветной студенческой революции для захвата власти», их деятельность носит «экстремистский характер» и нацелена на то, чтобы «сформировать протестные настроения и направить их против существующего порядка страны»; по данным студентов, в этих выражениях были составлены письма, разосланные Добреньковым президенту Путину и депутатам Государственной Думы. По словам Добренькова, «начато активное применение технологии по мобилизации экстремистской молодёжи для распространения через неё на массу учащихся псевдореволюционных идей, успешно реализованных в Сербии, Грузии, Украине и Киргизии», а потому следует «очень серьёзно оценивать те события, которые происходят (на соцфаке), с политической точки зрения, надо обладать политической дальновидностью, чтобы за каждым частным явлением, которое, казалось бы, носит частный характер, видеть те серьёзные последствия для государства».
Добреньков также утверждал, что волнения являются попыткой «рейдерского захвата» факультета и за спинами студентов якобы стоит «прозападная» группа социологов, которой не нравится «державная, патриотическая позиция» его руководства. Конкретно в связи с этим назывались имена изгнанных с факультета профессоров Иванова и Бутырина, выступавших соперниками Добренькова во время выборов декана.
В защиту Добренькова выступили депутаты Сергей Бабурин и Наталия Нарочницкая. Бабурин заявил, что объектом кампании, развёрнутой против Добренькова, стали «нравственные принципы отечественного образования и науки», а Нарочницкая — что главной причиной кампании стали православно-патриотические взгляды Добренькова и его стремление воспитать вокруг себя в рамках МГУ национально ориентированную научную школу. В православно-патриотических кругах была также распространена интерпретация конфликта как борьбы атеистов против православия и православного учёного. «Союз православных граждан» обвинил противников Добренькова в желании заменить «пропаганду православия», которую ведёт Добреньков, «пропагандой гей-парадов».
Учёный совет соцфака выступил с заявлением, в котором квалифицировал кампанию против Добренькова как «реальную угрозу безопасности общества и государства» и обратил «внимание научно-педагогической общественности и официальных властных структур» на «особую опасность подобной подстрекательской деятельности в преддверии парламентских и президентских выборов». При этом он выразил уверенность, что «на примере социологического факультета определёнными политическими силами отрабатывается технология „цветной“ студенческой революции по захвату власти в вузах и осуществления полного контроля над сознанием и поведением студентов в целях их вовлечения в политическую деятельность в нужном для „заказчиков“ направлении».
Владимир Ядов заявил в связи с этим: «Позиция Учёного совета, поддерживающего декана, попирает традиционные нравственные принципы российской интеллигенции. Все это позорит не только руководство факультета, но и репутацию Московского университета — гордости России».

### Окончание конфликта
К осени острая фаза конфликта стала утихать. Добреньков избегал встреч со студентами; начались угрозы тем участникам OD-Group, которые ещё оставались на факультете; были уволены преподававшие на факультете «философы», в которых усмотрели зачинщиков «бунта»; дисциплинарные меры и контроль над студентами были усилены. По мнению участника OD-Group Олега Журавлёва, к концу года ситуация на факультете ещё более ухудшилось, были составлены списки на отчисление, куда вошли как члены группы, так и другие неугодные. Однако от отчисления, по словам Журавлёва, можно было откупиться, внеся деньги в «чёрную кассу».
В январе были «завалены» на зимней сессии (хотя числились в числе лучших) и отчислены четыре студентки-активистки, как намекнул сам Добреньков, за то, что вступились за ранее отчисленных. По словам бывшего преподавателя Нины Сорокиной, «создали какую-то деканатскую комиссию, пришли люди совершенно посторонние и откровенно сказали преподавателю, который читал лекции: вот этому студенту ставь „двойку“»; преподавателю, который отказался выполнить такое требование, отменили надбавку к зарплате. 27 марта 2008 года студенты организовали акцию протеста, в которых приняли участие также преподаватели. Две студентки были восстановлены ректоратом, но немедленно перевелись из МГУ.

### Обвинения в поддержке лжеучёных на почве гомофобии
В июне 2008 года Добреньков пригласил в МГУ американского исследователя Пола Кэмерона и устроил с его участием на факультете круглый стол «Социальные нормы и перспективы развития общества», на котором Кэмерон прочёл доклад «Гомосексуализм и демографические проблемы».
Между тем, как отмечает профессор Андреас Умланд, «доктор Пол Кэмерон имеет репутацию псевдоучёного, прославившегося своими предвзятыми статьями о гомосексуалистах». Качество публикаций Кэмерона было настолько низким, что в ответ на его статьи последовал ряд реакций научных организаций США, одной из которых было высказывание Американской социологической ассоциации в 1986 году о том, что «Пол Кэмерон — не социолог». Лидеры российского ЛГБТ-движения обвинили Добренькова в гомофобии, отметив, что Кэмерон был официально осужден социологическим и психологическим сообществами США и Канады за систематическую подтасовку и искажения в своих исследованиях и исключён из Американской психологической ассоциации за нарушение этических принципов. Отмечалось также, что правозащитники причисляют основанный Кэмероном «Институт исследования семьи» к «группам, разжигающим ненависть».
Профессор Калифорнийского университета Грегори М. Херек писал по этому поводу:

- Возьмите одного американского гомофобного активиста, который случайно получил степень доктора философии в области психологии и был осуждён крупными профессиональными объединениями психологов и социологов, на родине и в Канаде.
- Добавьте один факультет русского университета, где обучение некачественное, преподаватели не публикуются в академических журналах, декан был обвинён в плагиате, а в студенческих работах поощряется ксенофобия.
- Приправьте это сомнительными результатами исследований, опубликованными в малопрестижном академическом журнале.

Вот рецепт недавнего визита Пола Камерона на социологический факультет Московского государственного университета.

### Скандал с поздравлением М. Вивьёрки
1 июня 2009 года при праздновании 20-летнего юбилея социологического факультета на его сайте среди поздравлений, подписанных премьер-министром России В. В. Путиным, французским философом А. де Бенуа и другими лицами, появился текст приветственного адреса президента Международной социологической ассоциации Мишеля Вивьёрки. Через несколько дней ректору МГУ от Вивьёрки поступило письмо, в котором в весьма резких выражениях это приветствие было названо подложным. Факт публикации такового назван «грязными и неправомерными действиями»; кроме того, М. Вивьёрка заявил, что в 2007 году «горячо поддерживал тех российских студентов-социологов, которые протестовали против коррупции и презрения к реальной социологии» на факультете и заявлял:
рассылая сфабрикованное сообщение за моей подписью, его авторы и их сообщники тем самым исключают себя из международного сообщества исследователей в области социальных наук.
В ответ на это заявление факультет разместил на сайте Фонда им. П. Сорокина факсимиле письма М. Вивьёрки, написанного за несколько месяцев до того (в октябре 2008 года) во время его пребывания в Москве на III Социологическом конгрессе, а через несколько дней — открытое письмо-обращение коллектива факультета, в котором обвинил учёного в диффамации и под угрозой обращения в российские и европейские судебные органы потребовал официальных извинений со стороны президента Международной социологической ассоциации. В свою очередь Вивьёрка ответил, что действительно по просьбе доцентов МГУ И. К. Масалкова и И. Н. Чудновской из вежливости написал несколько поздравительных строк, однако ему не пришло в голову связать этот эпизод с официальным поздравлением, так как он выступал от своего имени, а не как президент Международной социологической ассоциации. «Я признаюсь, что ошибся, говоря о фальсификации. Скорее, речь идет о манипуляции» — ответил Вивьёрка.
Следует отметить, что Вивьёрка начал своё выступление на III Социологическом конгрессе с благожелательных слов о солидарности протестовавших студентов, что было воспринято присутствовавшими как замаскированный выпад против Добренькова и Садовничего.

### Социологический факультет в студенческом творчестве
- Самый зелёный факультет (по цвету долларов)
- Одни идут поступать в Московский Университет, а другие — на социологию[95]

По словам некоторых студентов МГУ, факультет во время конфликта «OD-Group» и декана Владимира Добренькова, в 2007 году, называли «ПТУ при МГУ».

## Известные выпускники факультета
- Врублевский, Павел Олегович — российский бизнесмен, основатель ChronoPay.
- Каменщик, Дмитрий Владимирович — председатель совета директоров аэропорта Домодедово.
- Кравченко, Кирилл Альбертович — генеральный директор ОАО «Нефтяная индустрия Сербии», заместитель гендиректора по управлению зарубежными активами ОАО «Газпром нефть».
- Мантуров, Денис Валентинович — министр промышленности и торговли Российской Федерации.
- Маслова, Лидия Сергеевна — кинокритик.
- Морарь, Наталья Григорьевна — молдавская журналистка.
- Онищук, Александр Васильевич — американо-украинский шахматист, гроссмейстер.
- Солодовников, Михаил Викторович — директор новостного вещания Russia Today America.
- Татунц, Светлана Ахундовна — российский этносоциолог, профессор.